# 黄油

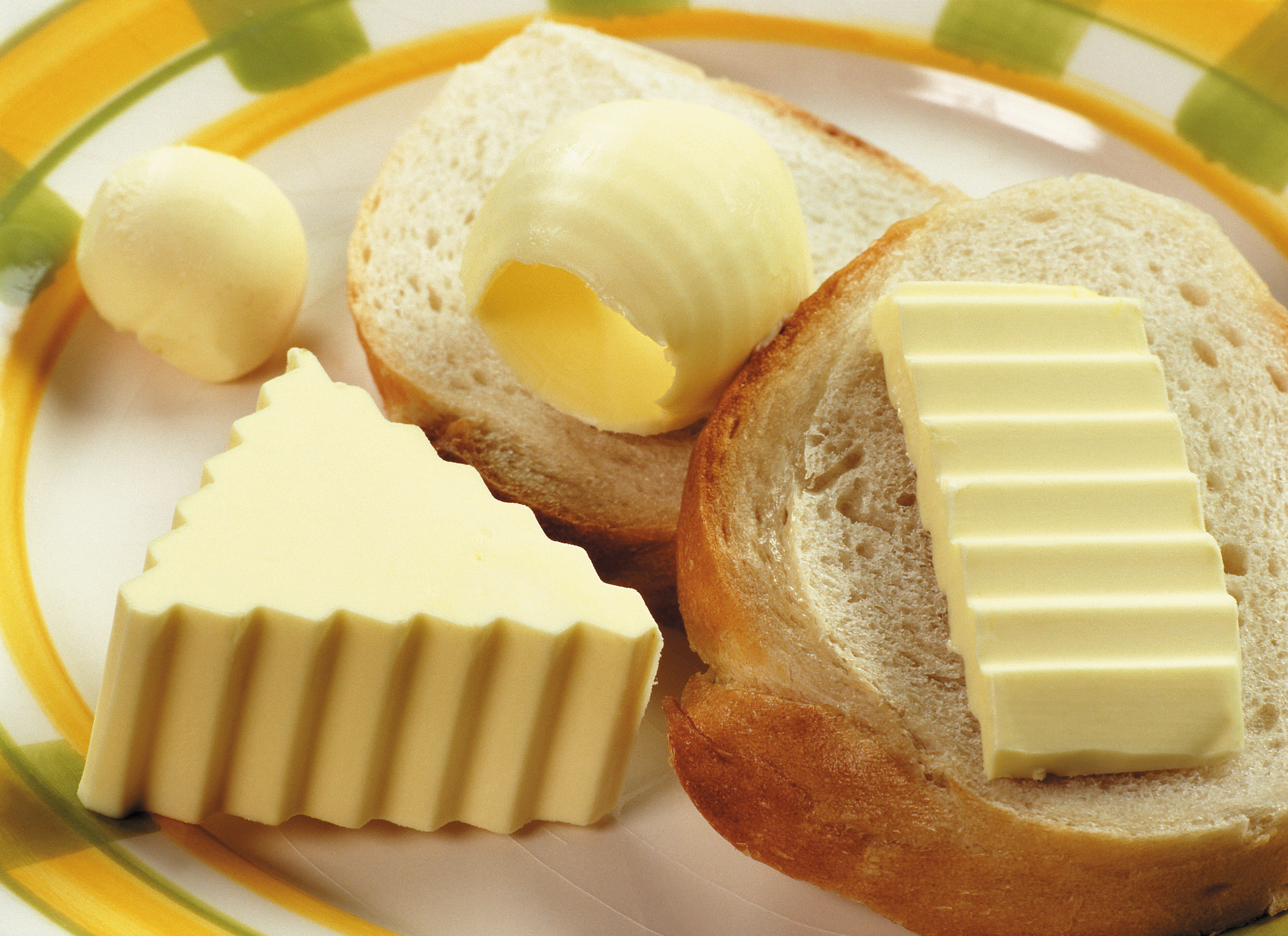
一些黄油和麵包，這配搭在英語圈是如此重要，慣用語"bread and butter"(麵包和黄油)的意思就是「基本必需的東西」

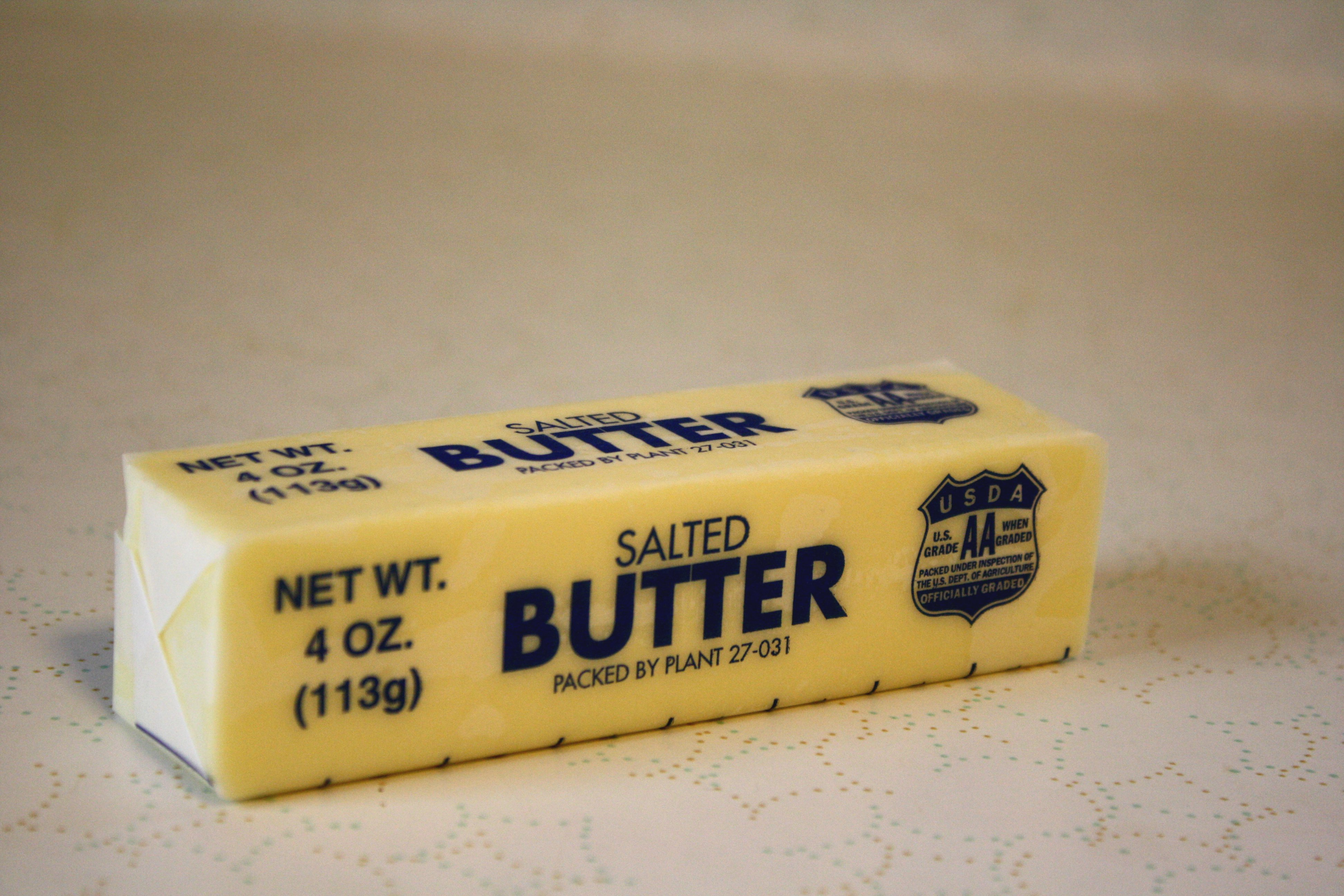
一條有鹽分黄油

黄油（台湾称奶油，港澳、星馬称牛油，中國大陸稱黄油，吳語音譯英語butter发音为白脫，臺灣台語音譯日語讀作bá-tah）、黃乳油，是由新鲜或者发酵的或牛奶通过搅乳提製的奶製品。牛油可直接作为调味品涂抹在食品上食用，以及在烹饪中使用，例如烘焙、製作醬料和煎炸食品等，是製作蛋糕及曲奇的常用材料。
一般來說，牛油是由分散在乳脂中的微小液滴組成的，而這些微小液滴大多是由水和乳蛋白形成的。最常見的牛油原料是牛奶，某些牛油則採用其他哺乳動物的奶，包括羊、山羊、水牛和牦牛，甚或完全沒有奶的成分而只有植物油（見人造奶油）。牛油的生產過程中有時候會加入食鹽成為有鹽牛油。有部分會加入調味劑，純度較高的牛油，大部分水分會在生產過程被分離，由於水分含量低，只要保持冷藏及包裝良好，一般不需使用防腐劑。經過提煉的牛油製造出淨化牛油或幾乎全是牛奶脂肪的酥油。
冷藏的牛油是固體，但會在室溫軟化至可供塗抹的程度，並在32至35攝氏度（90至95華氏度）融化成稀薄的液體。牛油的顏色主要是淡黃色，也可以是非常深的黃色或接近白色的淺黃。顏色取決於動物的飼料，或添加的食用色素如胭脂樹紅或胡蘿蔔素。

## 生產

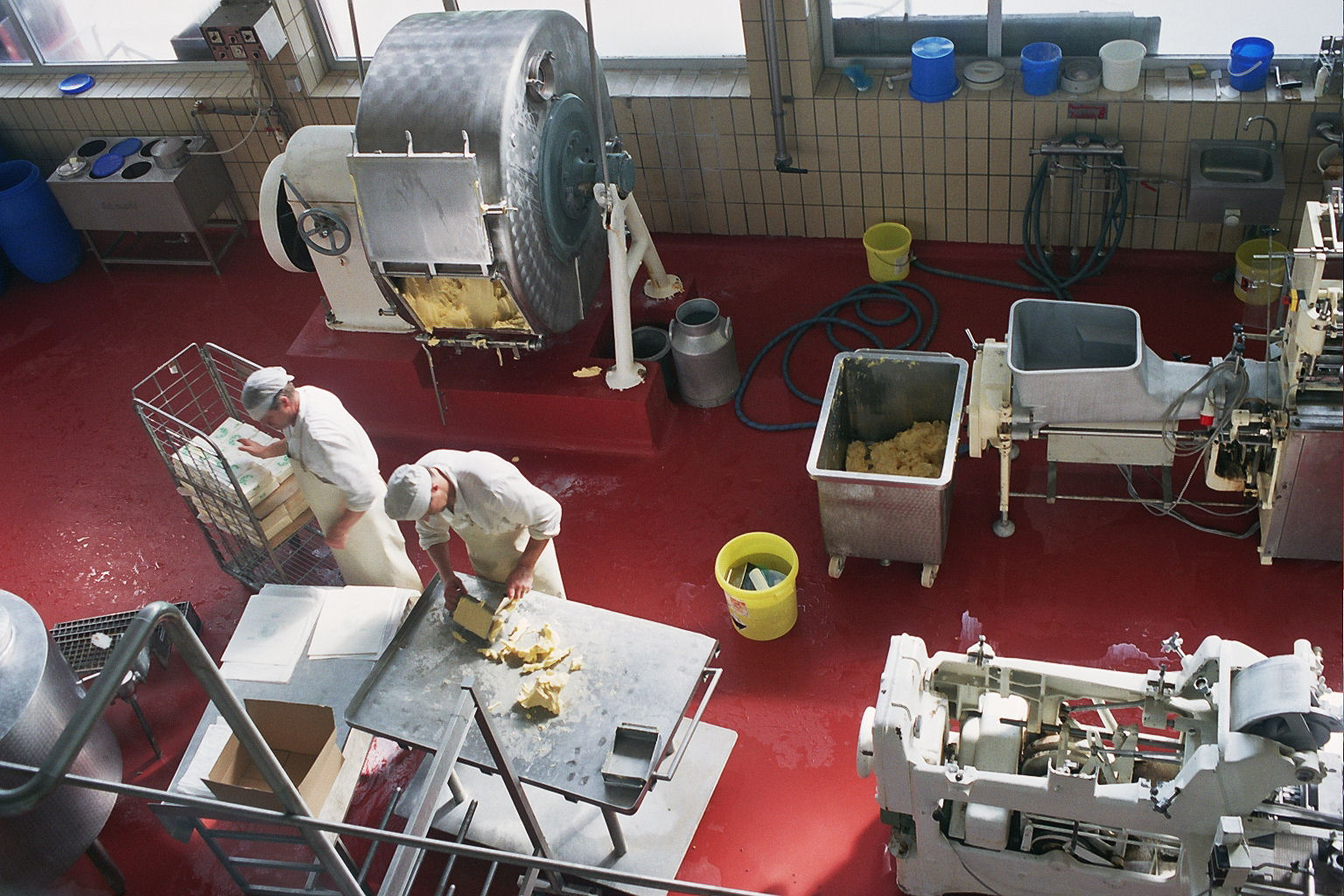
今日商品黄油的制造是一个严格控制的操作

未均質化的牛奶與淡奶油含有微小球狀的乳脂。這些小球被磷脂質（脂肪酸乳化劑）和蛋白質組成的膜包覆著，这层膜防止牛奶中的脂肪聚集成塊。牛油通过搅拌淡奶油来制造，攪動可以破壞這些膜，並且使得牛奶中到處分散的脂肪結合、与其他成分分离开。製造方法中的差異會造成不同的濃稠度，大多是由於成品中的乳脂組成不同。奶油包含三種不同形式的脂肪：游离乳脂，乳脂晶体，與未破坏的脂肪球。比起主要成分是游離脂肪的奶油而言，含有許多晶体的奶油較硬。
傳統農場或小規模生產牛油，會先將牛奶置於密閉容器中劇烈搖動，使鮮奶油從牛奶中分離後，或直接使用動物性鮮奶油，放入攪拌機中攪拌，以破壞乳脂肪，將乳脂肪裡的油和水分離，形成凝固狀；用濾網和棉布隔出大部份水，並靜置等水分釋出後，再以攪拌機攪拌，去除多餘的水份，有時加入鹽調味。
工廠生產的牛油成份是大約80%乳脂和15%水；傳統方法做的牛油可低至65%脂肪和30%水。乳脂包括許多適度大小，飽和的碳氫化合物鏈子脂肪酸。

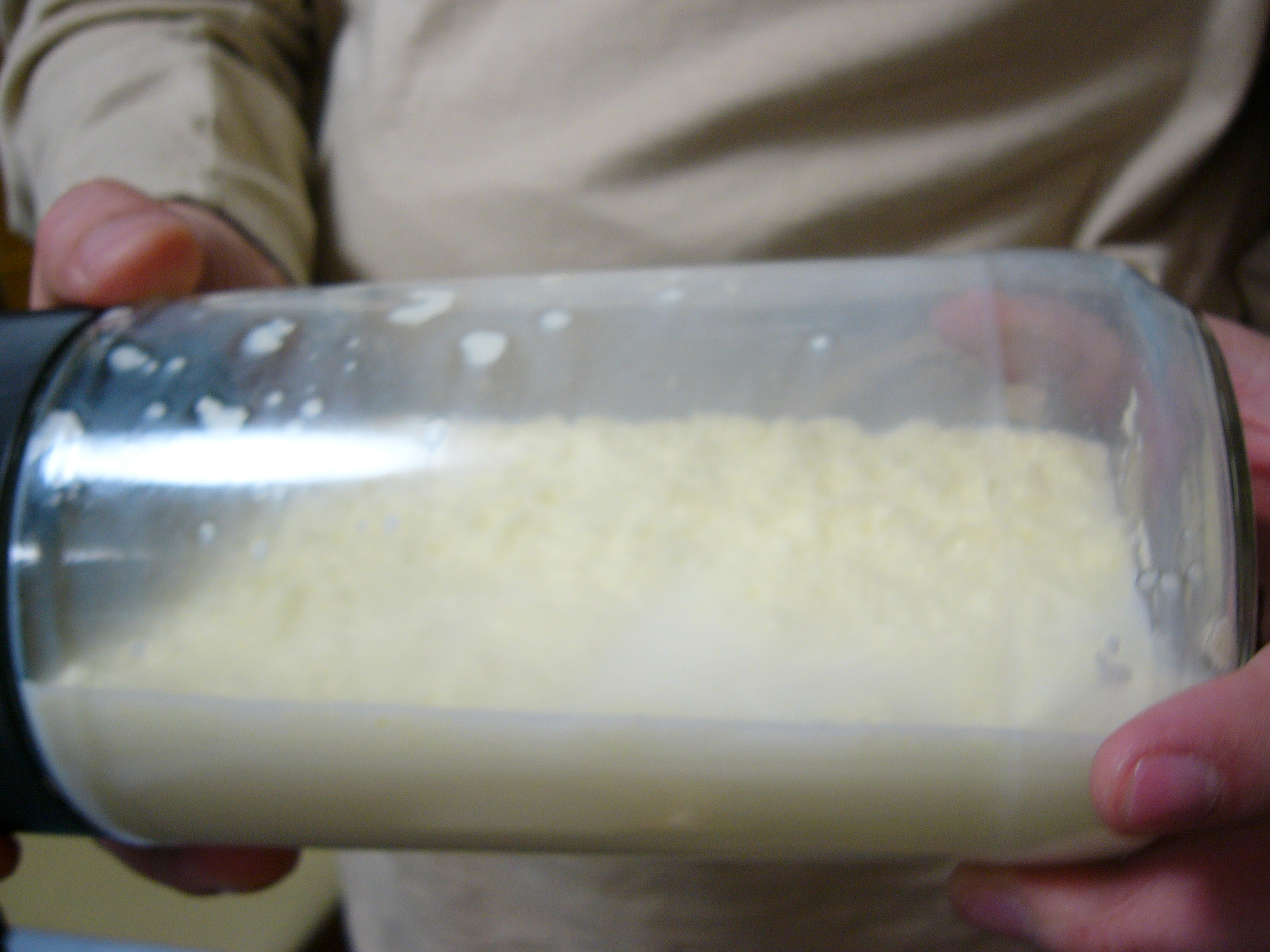
將牛奶放入罐中搖動
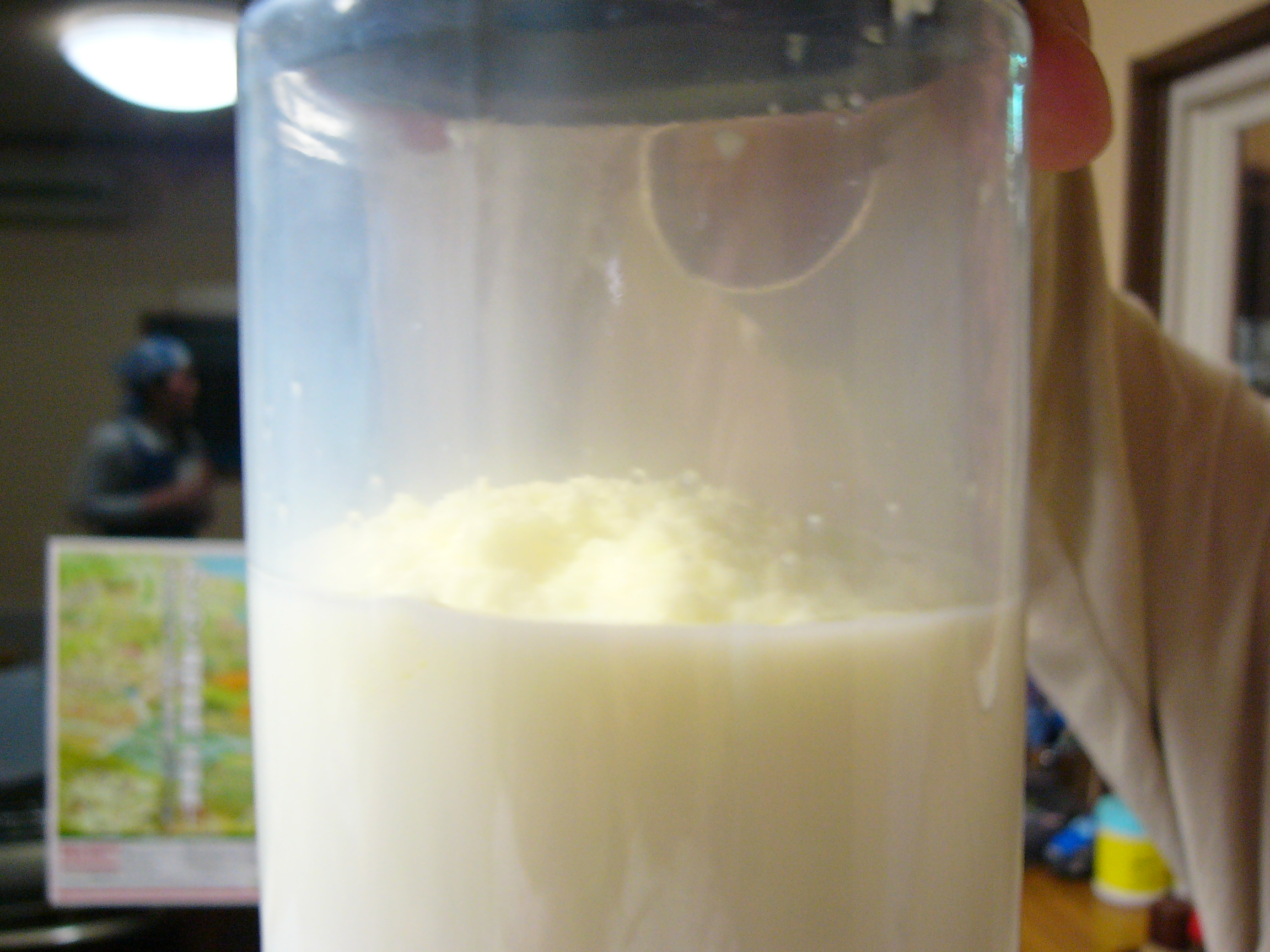
放入攪拌機中攪拌，去除脂肪
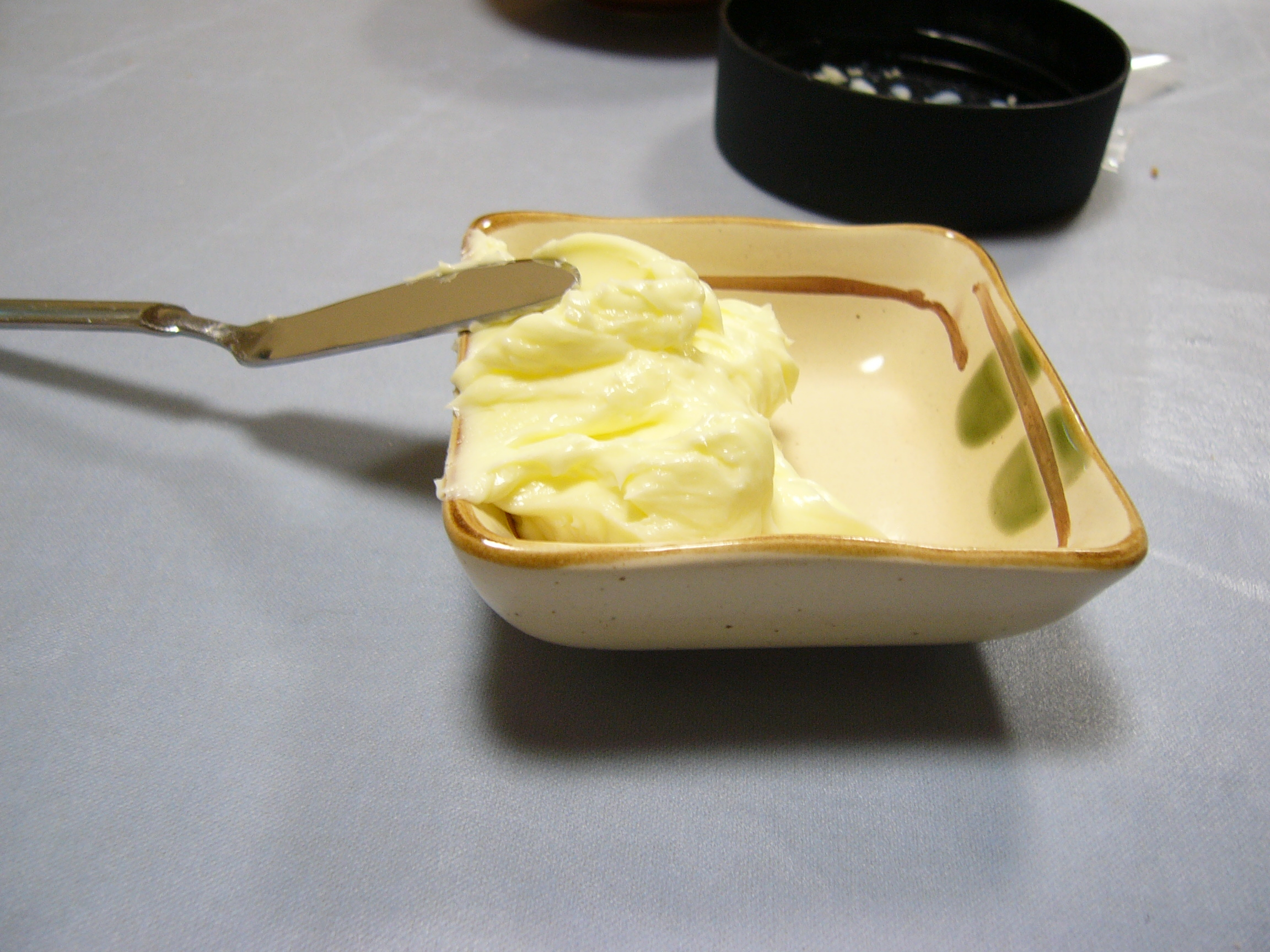
去除水分後的成品，拌入適量的鹽即可食用

## 種類

西方常见的乳制品及生产流程。

在今天，乳製品通常在製造的時候會以巴斯德消毒法（pasteurization）去除會致病的細菌和其他微生物。滅菌後的鮮奶油所製成的奶油稱為甜奶油（sweet cream butter）。因為冷冻技術的發展和奶油分離器（cream separator）的發明，甜奶油的產品在19世紀變得常見。
由新鮮或者人工培養，未滅菌的鮮奶油所製造的奶油稱為生奶油（raw cream butter）。生奶油有比較純的奶油味，它沒有因為滅菌而產生的煮過的牛奶的味道。
- 无水黄油/澄清黄油/液体黄油：将普通黄油加热，蒸发水分后，撇去漂浮物并摒弃沉淀物而得。无水黄油的乳脂含量为100%。
  - 醍醐是印度一种无水黄油。Manteiga-da-terra则产自巴西东北部，Niter kibbeh源于东非。
- 酥油：以犛牛乳为原料制成的黄油。
- 乳清黄油是奶酪制作过程中的副产品，是从乳清中分离出的脂肪。相较于普通黄油，乳清黄油脂肪含量略低（82%）并带有咸味，口感更像奶酪[5]，价格也更便宜。[6]
- 发酵黄油：由发酵后酸奶油制作而成，PH值小于5.1。[7]

## 儲藏和烹飪
牛油通常以雪櫃儲存，因為一般的牛油在15 °C（60 °F）下即會軟化，成為可塗抹的狀態。有雪櫃設有「牛油儲藏區」（Butter compartment），是雪櫃中較為溫暖的部分。部份在紐西蘭販賣的雪櫃中出現了含發熱器的牛油儲藏區。 暴露在日光下或空气中会加速牛油的溶化，将牛油紧紧包裹起来可以延缓这一过程，同时防止产生异味。包装好的牛油在冷藏温度下可以有长达数月的保质期。

## 健康與營養價值
根據美國農業部的資料，1湯匙約14克牛油包含：
- 熱量：100大卡，完全來自於脂肪
- 脂肪：11克，其中7克為飽和脂肪酸
- 膽固醇：30毫克[10]

由於牛油大部分為飽和脂肪酸和膽固醇，所以被認為是造成健康問題的食品之一，尤其是心血管疾病。上世紀專家們曾建議以植物牛油為替代品，因為它含有較多的不飽和脂肪酸，且膽固醇含量較少或幾乎沒有，但不完全氫化的植物油會含有反式脂肪，增加壞膽固醇的比例，對循環系統的危害較天然牛油更大，且歷經40年改善飲食習慣的美國，肥胖和心血管疾病、等諸多問題不減反增，近年營養師的觀點是牛油不宜大量攝取，但如果要使用牛油，寧可使用純牛油，都不要使用人造奶油瑪琪琳，亦有人造牛油被驗出含有氯丙二醇（3-MCPD）或環氧丙醇，過量攝入3-MCPD有機會對人體腎臟功能及男性生殖系統構成影響，環氧丙醇則具有基因毒性和致癌性。
使用氫化植物油製造的植物牛油，如氫化過程不完全會殘留大量反式脂肪酸，研究顯示會大量提昇身體中低密度脂蛋白膽固醇（LDL cholesterol）的含量。研究顯示，反式脂肪酸「極可能」提高許多疾病（包含不孕）的患病率，在糖尿病、心血管疾病等各種疾病上比飽和脂肪更有害，此理論已經被多數專家及民眾接受。而現在市面上已經可以買到聲稱不含反式脂肪酸的植物牛油。
牛油中的乳糖是微量的，所以對乳糖不耐症患者來說，吃牛油並不會造成他們的不適。但牛奶過敏患者必須要避免食用牛油，因為牛油含有的酪蛋白量足以引發過敏反應。

## 資料來源
1. ↑  .   [2024-06-30]. （原始内容存档于2024-07-01）.
2. ↑  . 教育部.   [2021-04-23]. （原始内容存档于2021-03-03） （中文（臺灣））.
3. ↑  .   [2020-08-30]. （原始内容存档于2021-03-05）.
4. ↑  McGee p. 33.
5. ↑  . senel.   [2020-05-19]. （原始内容存档于2021-02-28）.
6. ↑  . Slow Food in the UK.   [2020-05-19]. （原始内容存档于2021-03-05）.
7. ↑  . Vermont Creamery.   [2020-05-19]. （原始内容存档于2021-05-07）.
8. ↑  Bring back butter conditioners （页面存档备份，存于）. Retrieved 27 November 2005. The feature has been phased out for energy conservation reasons.
9. ↑  According to joyofbaking.com 的存檔，存档日期2006-06-23., unsalted butter can last for up to three months and salted butter up to five.
10. ↑  Data from nutritiondata.com （页面存档备份，存于）. Retrieved 27 November 2005.
11. ↑  . HK01.   [2019-01-20]. （原始内容存档于2021-02-28）.
12. ↑  . hket.   [2019-01-20]. （原始内容存档于2021-03-06）.
13. ↑  Q&A about Saturated Fat, Trans Fat, and Cholesterol 的存檔，存档日期2006-05-13. from the （U.S.） National Heart, Lung and Blood Institute （2005）. Retrieved 15 April 2006.
14. ↑  From data here （页面存档备份，存于）。one teaspoon of butter contains  grams of lactose; a cup of milk contains 400 times that amount.
15. ↑  Allergy Society of South Africa. Milk Allergy & Intolerance 的存檔，存档日期2005-11-26.. Retrieved 27 November 2005.

## 延伸閱讀
- McGee, Harold. . Scribner. 2004. ISBN 978-0-684-80001-1.  pp 33-39, "Butter and Margarine"
- Dalby, Andrew (2003). Food in the Ancient World from A to Z[永久], 65. Google Print. ISBN 978-0-415-23259-3 (accessed November 16, 2005). Also available in print from Routledge (UK).
- Michael Douma (editor). WebExhibits' Butter pages （页面存档备份，存于）. Retrieved November 21, 2005.
- Gutiérrez Heredia, Ana; Benitez Ramírez, José. . IC Editorial. 2013. ISBN 978-8-415-88622-8.
- Crawford, R.J.M.;  et al. . Food and Agriculture Organization of the United Nations. 1990. ISBN 978-92-5-102899-5. Full text online （页面存档备份，存于）
- Grigg, David B. (Nov 7, 1974). The Agricultural Systems of the World: An Evolutionary Approach （页面存档备份，存于）, 196-198. Google Print. ISBN 978-0-521-09843-4 (accessed November 28, 2005). Also available in print from Cambridge University Press.

## 外部連結
- Composition and characteristics of butter, The Canadian Dairy Commission
- Manufacture of butter, The University of Guelph （页面存档备份，存于）
- Origen, historia, producción y consumo de mantequilla （页面存档备份，存于）
- Butter : Explore the history and making of butter （页面存档备份，存于）